# Église Saint-Hilaire de Paris
L'église Saint-Hilaire, ou Saint-Hilaire-du-Mont, est une ancienne église de Paris, en activité du XIIe siècle à la Révolution. Il en reste quelques vestiges.

## Historique
Un oratoire primitif est élevé à cet emplacement au XIe siècle. Cet oratoire est bâti sur la montagne Sainte-Geneviève, sur un terrain appartenant aux chanoines de Saint-Marcel.
Cet édifice est attesté en 1158 comme chapelle paroissiale, dédiée à saint Hilaire,. La paroisse entourant cette église est de faible étendue, et comporte de nombreuses librairies, jusqu'à quatorze en 1571 rien que dans la rue Saint-Hilaire où se situe l'église.
Lors de la Révolution française, l'église est fermée en 1790 et la paroisse est supprimée en 1793. L'église est vendue comme bien national en 1796, puis démolie en 1807.

## Architecture
Un dessin subsistant de cette ancienne église montre que le clocher était en simple charpenterie, sans maçonnerie.

## Vestiges
L'emplacement de cette église est sur l'actuelle rue Valette, au numéro 2, et sur l'actuelle rue de Lanneau, au numéro 1 bis, dans le 5e arrondissement de Paris,.
Les vestiges qui en subsistent sont un pilier avec chapiteau et un début d'arcade, visibles dans une petite cour accessible par le no 1 bis de la rue de Lanneau près du coin de la rue Valette,.